# 電遊社
株式会社電遊社（でんゆうしゃ）は、京都府京都市に本社を置くゲーム開発会社。

## 主な作品

### コンシューマ用ソフト
- イコールカードDS
- 機動戦士ガンダムSEED 友と君と戦場で。
- ダイスDEチョコボ
- NARUTO-ナルト 忍の里の陣取り合戦
- ビズ能力DSシリーズ 魅力改革
- ピチューブラザーズミニ
- ポケモンアニメカード大作戦
- ポケモンパーティミニ
- イラスト交換日記
- いつの間に交換日記
- ゲームメモ

### ネットワークコンテンツ
- ニンテンドーゾーン
- 出前チャンネル
- ソーサリアンオンライン
- ローズオンライン

### 携帯コンテンツ
- プロップサイクル Ride the wind

### PC用ソフト
- シャドウフレア

### 音楽CD
- さくら～SAKURAP～　　Christy.